# تکیه معلم‌کلا
تکیه معلم کلا مربوط به دوره قاجار است و در شهرستان بابل، بخش‌بند پی غربی، دهستان شهیدآباد، روستای معلم کلا واقع شده و این اثر در تاریخ ۹ بهمن ۱۳۸۶ با شمارهٔ ثبت ۲۰۶۹۵ به‌عنوان یکی از آثار ملی ایران به ثبت رسیده است.